# أيلنط فوفيلياني
أيلنط فوفيلياني (الاسم العلمي:Ailanthus fauveliana) هو نوع نباتي يتبع جنس الأيلنط من فصيلة السيماروبية.